# Gisbert Beck
Gisbert Beck (* 31. Juli 1939 in Eschwege; † 3. Juni 1983 in Eppstein-Vockenhausen) war ein deutscher Polizist und Kommunalpolitiker.

## Leben und Wirken
Beck lebte ab 1963 in Flörsheim am Main und versah seinen Dienst in der örtlichen Dienststelle als Polizeibeamter der Schutzpolizei. 1966 wechselte er zur Polizeistation Hofheim am Taunus. Seinen Dienst bei der Jugendverkehrsschule des Main-Taunus-Kreises nahm er 1976 auf und übernahm 1979 deren Leitung.
Am 3. Juni 1983 wurde Beck beim Amoklauf von Eppstein, an der Freiherr-vom-Stein-Gesamtschule im Eppsteiner Ortsteil Vockenhausen, das Opfer des Amokläufers Karel Charva. Beck hatte den Schulkindern der benachbarten Burg-Schule (Grundschule) an diesem Tag Verkehrsunterricht erteilt. Der Amokläufer Charva hatte in der Freiherr-vom-Stein-Gesamtschule bereits auf Schulkinder geschossen, den Rektor Hans-Peter Schmitt (36 Jahre)  erschossen und den Lehrer Franz-Adolf Gehlhaar lebensgefährlich verletzt, als sich Beck ihm auf dem Schulflur näherte, weil er auf dem Schulhof die Schüsse gehört hatte. Der uniformierte, aber unbewaffnete Beck rief dem Amokläufer zu: „Waffe weg! Polizei!“, woraufhin dieser unverzüglich das Feuer eröffnete und Beck erschoss. Bei dem Amoklauf wurden die Schulkinder Stephanie Hermann (12 Jahre), Javier Martinez (11 Jahre) und Gabriele Siebert (12 Jahre) von dem Amokläufer erschossen, der sich letztlich selbst erschoss.
2013 wurde ein Kreisverkehr in Flörsheim nach Gisbert Beck benannt. 

### Kommunalpolitik
Seit 1981 gehörte Beck als Mitglied der CDU-Fraktion der Stadtverordnetenversammlung von Flörsheim an und arbeitete in der städtischen Verkehrskommission.